# 鶲鴷屬
鶲鴷屬是鴷形目鶲鴷科的一個屬。本屬物種主要分布在中南美洲地区，目前共有10個物種。

## 命名歷史
本屬由法國動物學家馬蒂蘭·雅克·布里松於1760年描述。其模式種經重名關係指定為卡尔·林奈命名的綠尾鶲鴷。其屬名來自林奈當時命名綠尾鶲鴷的種小名，源自拉丁語的，原意指稱一種黃色的小鳥，現被後來的研究者認為是指某種黄鹂。

## 下屬物種
本屬包含以下物種：
- 黃嘴鶲鴷 Galbula albirostris Latham, 1790
- 藍頰鶲鴷 Galbula cyanicollis Cassin, 1851
- 棕尾鶲鴷 Galbula ruficauda Cuvier, 1816
- 綠尾鶲鴷 Galbula galbula (Linnaeus, 1766)
- 銅胸鶲鴷 Galbula pastazae Taczanowski & Berlepsch, 1885
- 白頦鶲鴷 Galbula tombacea Spix, 1824
- 藍額鶲鴷 Galbula cyanescens Deville, 1849
- 紫鶲鴷 Galbula chalcothorax Sclater, PL, 1855
- 銅色鶲鴷 Galbula leucogastra Vieillot, 1817
- 黑腹鶲鴷 Galbula dea (Linnaeus, 1758)

### 化石物種

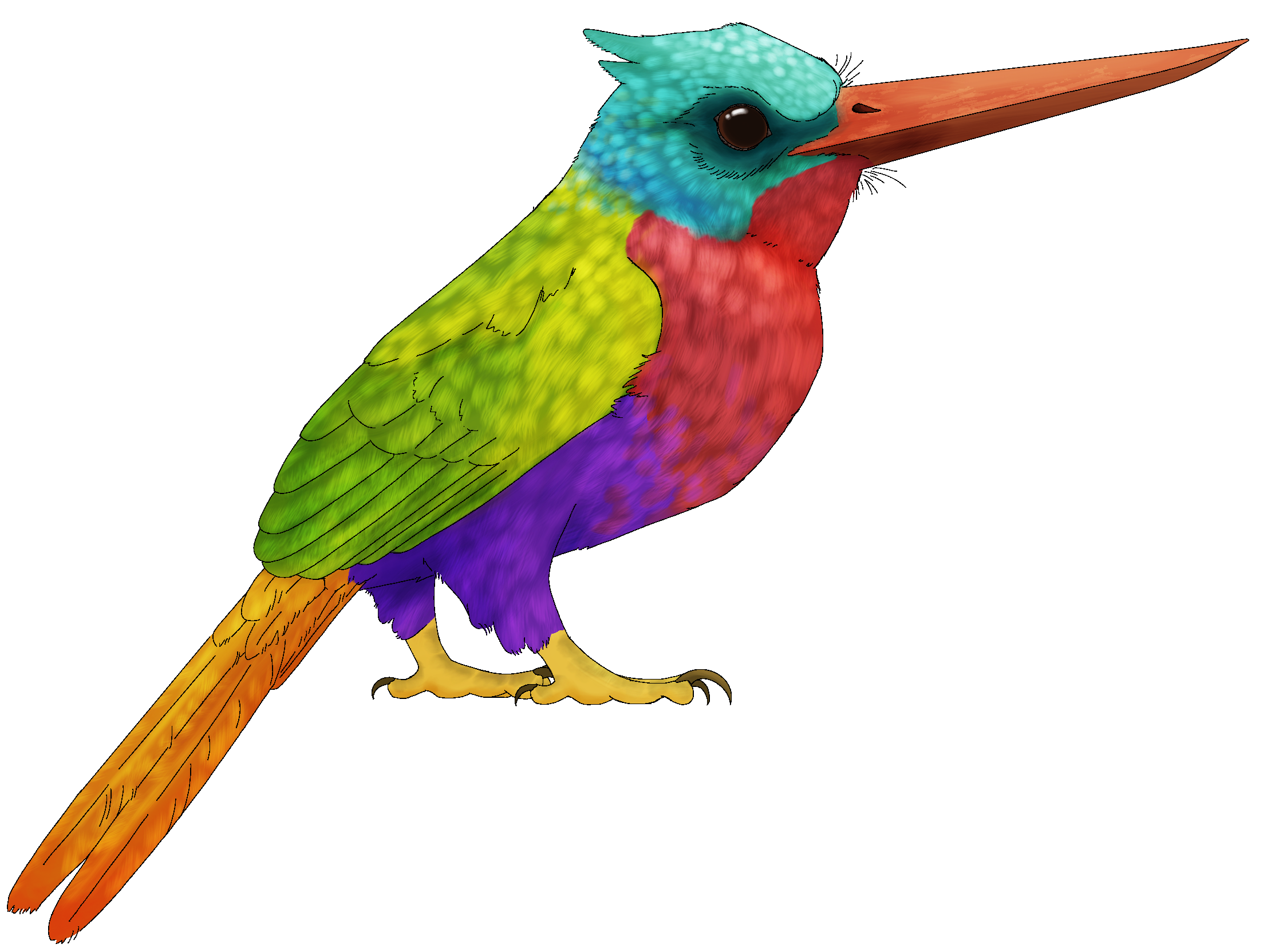
G. hylochoreutes的復原圖

- ：其化石發現於今哥倫比亞中期中新世的地層中。[5]

## 外部連結
- 维基共享资源上的相關多媒體資源：鶲鴷屬
- 維基物種上的相關：鶲鴷屬